# Henri Alexandre Chappoulie
Henri Alexandre Chappoulie, né le 9 septembre 1900 à Paris et mort accidentellement le 13 janvier 1959 à Abidjan (Côte d'Ivoire), est un ecclésiastique français, évêque d'Angers, représentant de l'épiscopat français à  Vichy.

## Biographie
Henri Chappoulie naît à Paris en 1900. Il est ordonné prêtre pour le diocèse de Paris le 29 juin 1931 et devient évêque d'Angers le 30 mai 1950. Il le reste jusqu'à sa mort. Henri Mazerat lui succède. 
Il est docteur en droit canonique en 1934. En 1936, il est nommé directeur de l'Œuvre pontificale de la propagation de la foi pour la section de Paris et en 1937 de l'Union missionnaire du clergé. Il est fait prélat de Sa Sainteté et protonotaire apostolique en 1937. 
Le 10 juin 1940 il est attaché à la personne de Valerio Valeri, nonce apostolique en France. Il l'accompagne à Vichy, où il représente l'assemblée des cardinaux et archevêques français.
En 1943, il passe son doctorat ès lettres à Paris, dont la thèse est intitulée Aux origines d'une Église, Rome et les missions d'Indochine au XVIIe siècle. De 1945 à 1950, il est directeur du secrétariat de l'épiscopat français.
Nommé évêque le 30 mai 1950 par Pie XII, il est consacré le 11 juillet 1950, pour le diocèse d'Angers, par le cardinal Feltin, assisté de Jean Gay et de Stanislas Courbe. Après avoir pris possession de son siège d'Angers, il se révèle être socialement engagé et marqué par l'Action catholique. Il déclare : « C'est un non-sens de séparer la conscience religieuse de la conscience sociale, économique et politique ». Il prend la défense systématiquement des syndicats et de l'Action catholique ouvrière ; il veut faire participer son diocèse, plutôt traditionaliste, aux luttes sociales de son époque. En novembre 1951, il choisit Guy-Marie Riobé comme vicaire général. Chappoulie fait trois séjours à Abidjan en cette période de décolonisation. Il a déjà visité l'Afrique à plusieurs reprises alors qu'il était directeur des œuvres missionnaires à Paris et s'est toujours intéressé au tiers monde. Il estime que les pays colonisés (notamment ceux d'Indochine) sont mûrs pour leur émancipation.
Il meurt accidentellement à la gare d'Abidjan percuté par un chariot alors qu'il monte dans un wagon, il est écrasé par une locomotive. Ses obsèques solennelles sont célébrées en présence d’Edmond Michelet, garde des Sceaux. Il est inhumé dans la cathédrale d’Angers.

## Écrits
- L'Avenir religieux du monde rural en Anjou, Angers, impr. H. Siraudeau, 1955, 16 pages.
- L'Angoissant problème de l'école chrétienne à l'heure présente, Angers, impr. H. Siraudeau , 1954, in-8°, 7 p., armoiries sur la couverture.
- Colonisation et conscience chrétienne de S.E. Mgr Chappoulie, Marcel Brion, Joseph Folliet, R. P. Yves Congar, Robert Delavignette, Georges Suffert, Paris, éd. Arthème Fayard, 1953, 224 pages.
- Clartés sur l'horizon, Paris, éd. Bloud et Gay, 1946, in-16, 176 pages.
- Aux origines d'une Église, Rome et les missions d'Indochine au XVIIe siècle, thèse de doctorat, Paris, éd. Bloud et Gay, 1943[9], 452 pages, avec cartes[10].